# Lucas Ramos
Lucas de Ramos Silveira, noto semplicemente come Lucas Ramos (Sarandi, 3 gennaio 2001), è un calciatore brasiliano, centrocampista dell'Ypiranga-RS.

## Carriera
Cresciuto nel settore giovanile dell'Internacional, il 24 novembre 2020 firma il primo contratto professionistico con il club di Porto Alegre, valido fino al 2024; esordisce con il Colorado il 27 febbraio 2021, nella partita del Campionato Gaúcho vinta per 1-0 contro la Juventude. Dopo essere stato definitivamente inserito nella rosa della prima squadra, il 18 novembre 2022 rinnova fino al 2025.

## Statistiche

### Presenze e reti nei club
Statistiche aggiornate al 28 novembre 2022.
| Stagione        | Squadra         | Campionato      | Campionato | Campionato | Coppe nazionali | Coppe nazionali | Coppe nazionali | Coppe continentali | Coppe continentali | Coppe continentali | Altre coppe | Altre coppe | Altre coppe | Totale | Totale |
| Stagione        | Squadra         | Comp            | Pres       | Reti       | Comp            | Pres            | Reti            | Comp               | Pres               | Reti               | Comp        | Pres        | Reti        | Pres   | Reti   |
| --------------- | --------------- | --------------- | ---------- | ---------- | --------------- | --------------- | --------------- | ------------------ | ------------------ | ------------------ | ----------- | ----------- | ----------- | ------ | ------ |
| 2021            | Internacional   | A+PD/RS         | 2+6        | 0+1        | CB              | 1               | 0               | CL                 | 1                  | 0                  | -           | -           | -           | 10     | 1      |
| 2022            | Internacional   | A+PD/RS         | 9+1        | 0          | CB              | 0               | 0               | CS                 | 0                  | 0                  | -           | -           | -           | 10     | 0      |
| Totale carriera | Totale carriera | Totale carriera | 18         | 1          |                 | 1               | 0               |                    | 1                  | 0                  |             | -           | -           | 20     | 1      |